# Ромни (станція)
Ромни́ — дільнична станція 2-го класу Полтавської дирекції Південної залізниці на неелектрифікованій лінії Бахмач-Пасажирський — Лохвиця між станціями Рогинці (14 км) та Засулля (7 км). Розташована в однойменному місті Роменського району Сумської області.

## Історія
У квітні 1872 року у місті Ромни відбулася урочиста закладка будівлі вокзалу.
Духовенство всіх міських церков, весь склад Міської думи, численний народ по закінченню в Соборі літургії пішли процесією з хрестами, іконами і хоругвами, співаючи пасхальні ірмоси від Собору по Московській вулиці, відправили молебень і водохреще, а через два роки і два місяці після цього, 4 червня 1874 року, до Ромен прибув перший пасажирський поїзд, прикрашений прапорами, який 
з урочистістю зустріли мешканці міста.
Феодосій Сахно в «Історії Смілого» зазначає:
|  | В літо 1874 місяця липня відбулося урочисте відкриття побудованої Лібаво-Роменської залізниці, що сполучала наш край з м. Лібавою (нині — порт Лієпая в Латвії на Балтійському морі). |

15 липня 1874 року до міста Ромни прибув перший поїзд з Курська. Загальна довжина Курсько-Київської залізниці складала 1191 верст.
За словами історика Івана Курилова:
|  | Ще 1865 року, коли почали будувати лінію Курсько-Київської залізниці, невідомий надіслав із Курська нашому голові лист, у якому радив громадянам Ромен звернутися з проханням, куди потрібно, щоб дорога, яка проєктувалася з Курська до Києва, пройшла через Ромен, як більш прямий і більш вигідний для цієї дороги пункт. Голова заховав цей лист під сукно і нікому з громадян не говорив про нього, і дорога пішла через Конотоп, зовсім неторгове і незначне містечко. |

У Ромнах на той час проходили Прокоп'євська, Ільїнська, Вознесенська, Олександрівська ярмарки, які мали всеросійське значення. Залізниця потрібна була насамперед для вивозу з Північної України високоякісного борошна для Європи. Гужовий транспорт не був спроможним задовольнити попит покупців і можливості продавців. Жителі міста побачили, які переваги має залізниця для торгівлі і життєдіяльності, і всебічно сприяли інженерам, які через сім років шукали місце під будівлю вокзалу. Спочатку право на будівництво залізниці було надане Головному Товариству Російських доріг, та за відсутністю коштів було передане у приватні руки. Питання будівництва вокзалу обговорювалось на першому засіданні міської думи, яке відбулося 8 лютого 1872 року.
Міська дума вирішила побудувати вокзал на Кінній площі, майже в самому місті, на колишній Глинській вулиці, де на той час було лише два заміські будинки іноземців Симоні та Ріхтера. Будівником Лібаво-Роменської залізниці був Фон-Мек, який через своїх довірених інженерів — Ізмаїлова і Фіна, вимагав, щоб місто йому безкоштовно виділило вісім десятин землі під залізницю і виплатило 12,5 тисяч рублів. Залізниця пролягла територією Північної України, Латвії, Литви, Білорусі. Лібаво-Роменська залізниця поєдналась з Петербурзькою, Московсько-Берестейською, Києво-Воронезькою та Харківсько-Миколаївською залізницями.
18 травня 1885 року розпорядженням Комітету міністрів і скарбниці було розпочато будівництво ділянки Кременчук — Ромни завдовжки 200 верст.
До 1888 року станція Ромни була тупиковою, але 1 жовтня 1888 року було завершене будівництво ділянки Кременчук — Ромни, що надало розпочати регулярний рух між Ромнами та Конотопом і далі до Балтійського моря на південь до Чорного моря. 1 травня 1891 року Лібаво-Роменська залізниця була викуплена казною.
У 1919 році станція Ромни була підпорядкована Південній залізниці. Із введенням в дію залізниці у Ромнах розпочалося бурхливе життя, збільшились обсяги перевезень вантажів. У 1868—1872 роках на роменські ярмарки привозили в середньому товарів на 11 млн рублів, а вже 1880 року залізницею було перевезено вантажів на загальну суму 22,8 млн рублів. Переважно перевозилися ліс і хліб. Наприкінці XVIII століття товарообіг станції склав 5 млн пудів на рік. З відкриттям руху у Ромнах стали проводити небачені хлібні операції. Щоденно звідусіль привозилися тисячі возів зерна, стільки, що залізниця навіть не встигала відправляти за призначенням. Введення залізниці привело до стількох змін і покращень у місті, скільки не забезпечували ярмарки протягом століття.

## Вокзал
Площа вокзалу наразі складає 812,1 м². Центральна частина вивищена не лише над входом, а й над залом чекання. По обидва боки симетрично розміщені вікна. Гладка поверхня стін зримо розширює будинок, а їхній тілесний колір ладнає з бордовим забарвленням черепиці. Високі вузькі вікна центральної частини розділені білими лопатками. По протяжності верхньої частини будівлі проходить декоративна стрічка — фриз.
16 вересня 1943 року радянські війська звільнили місто Ромни від тимчасової окупації, яка тривала два роки і п'ять днів. Відступаючи з міста, німецько-фашистські війська повністю зруйнували залізничний вузол, підірвали вокзал, паровозне і вагонне депо, майстерні, приміщення контори, водонапірну вежу, залізничну електростанцію, перехідний міст тощо. Тоді було завдано збитків на загальну суму 1 млн 136 тисяч карбованців. По закінченню війни розпочались відновлювальні роботи.

## Локомотивне депо
На станції діє локомотивне депо Ромни. У 1874 році, після завершення будівництва залізниці, було закінчено зведення паровозного депо з необхідним господарством. Воно було Т-подібної форми, обмежене у розмірах, невелике, темне, без центрального опалення. До складу депо входили три колії, місця для стояння дев'яти паровозів, поворотний кут і майстерні. У депо за рік могли налагоджувати 12 паровозів та 40 вагонів. Технічна база була вкрай бідною, забезпечення ремонтними засобами та знаряддям — недостатнє. Перші паровози були малопотужних серій із невеликими швидкостями. Вони обслуговували дільницю
Ромни — Бахмач —  Сновськ. Депо Лібаво-Роменської залізниці забезпечувало необхідність у залізничних пасажирських та вантажних перевезеннях.
У післявоєнні роки у депо були побудовані адміністративно- побутовий корпус, очисні споруди, виробнича лабораторія, приміщення чергового депо.
З 1960 року тут з'явилися перші тепловози серії ТЕЗ та ТЕП 10ТГМЗ, ТЕМ2.
До 1965 року для залізничників побудовані три житлових будинки на десять квартир, п'ять багатоквартирних будинків.
1967 року повністю переведені на тепловозну тягу. Інвентарний парк депо становить 27 локомотивів серії 2ТЕ116, ЧМЕЗ, ТЕП70, 2М62.
Нині локомотивне депо — сучасне промислове підприємство. Змінився рухомий склад та зовнішній вигляд депо.

## Пасажирське сполучення
На станції Ромни зупиняються приміські поїзди сполученням Бахмач —  Ромни — Ромодан.